# Janet Leon
Janet Ava Leon, född 19 oktober 1990 i Göteborg, är en svensk sångerska, låtskrivare och dansare med persiskt ursprung. 2013 debuterade hon i Melodifestivalen, där hon tävlade med låten ”Heartstrings”, skriven av Fredrik Kempe och Anton Malmberg Hård af Segerstad.

## Biografi
Janet Leon började sin musikkarriär i popgruppen Play år 2003 och ersatte då Faye Hamlin som tidigare valt att hoppa av projektet. Gruppen hade stora framgångar i USA, där de också turnerade landet runt.
Under 2009 deltog Leon i TV4-serien Made in Sweden, där hon fick chansen att spela in ett debutsoloalbum med hjälp av låtskrivarna och kompositörerna Laila Bagge, Andreas Carlsson och Anders Bagge. Skivans ledande singel var balladen "Let Go" som gick in 3:a på Sverigetopplistan. Leons album, Janet, släpptes den 18 februari 2009 och nådde en viss nationell framgång med en 14:e placering på Sveriges albumlista. Skivans andra singel, danslåten "Heartache On the Dancefloor", tog sig in på singellistan och låg där i tio veckor.
Innan debuten har Leon även körat till artisten Lindsay Lohan och sjungit låten "Nobody's Girl" på soundtracket " Bratz: Rock Angelz Soundtrack". Janet har också sjungit för Wyclef Jean och JC Chasez från 'N Sync och gästat på låten "Fire Fly" med rapparen Childish Gambino.
2010 spelade Janet en pink-lady i den svenska uppsättningen av musikalen Grease på Göta Lejon, med Marie Serneholt och Sebastian Karlsson i huvudrollerna.
De senaste åren har Janet Leon ägnat till skriva musik tillsammans med producenten Jörgen Elofsson (Britney Spears, Celine Dion, Jennifer Lopez, Kelly Clarkson, Robyn mfl) till hennes nya popalbum som släpps under 2013. Första smakprovet "These Chains" hade premiär på Expressen den 3 december 2012. "These Chains" är skriven av Janet Leon, Jörgen Elofsson, Lisa Desmond och Jesper Jakobson.
Den 7 maj 2013 blev det officiellt att Janet Leon gör den officiella låten för Stockholm Pride 2013. Låten heter New Colours och är skriven av Janet Leon, Jörgen Elofsson, Lisa Desmond och Jesper Jakobson. Låten är producerad av Jesper Jakobson och Christoffer Wikberg och är mixad i USA av Jess Sutcliffe som också mixat skivor med The Rolling Stones, Prince, Aretha Franklin, Diana Ross och Agnetha Fältskog.
Janet Leon körar på några av låtarna på Agnetha Fältskogs comebackalbum "A" som släpptes 13 maj 2013.
Janet Leon bloggar också på Isabella Löwengrips bloggportal Spotlife.

### Melodifestivalen 2013
Den 26 november 2012 blev det officiellt att Janet Leon debuterar i Melodifestivalen 2013 med bidraget "Heartstrings". Låten är skriven av Fredrik Kempe och Anton Malmberg Hård af Segerstad. Janet beskriver ”Heartstrings” som en up-tempolåt med mycket passion, glädje och en stor bit av henne själv. "Hearstrings" hamnade på en femte plats i sin deltävling, men gick direkt in som trea på iTunes.. Låten testades på Svensktoppen den 24 februari samma år men kom inte in på listan.

### Melodifestivalen 2014
Janet Leon deltog i Melodifestivalen 2014 med bidraget "Hollow" i tävlingens fjärde deltävling där hon kom på åttonde plats.

## Diskografi
- 2004 - Don't Stop the Music' med Play
- 2004 - Play Around the Christmas Tree med Play
- 2005 - Girl's Mind med Play
- 2009 - Janet

### Singlar
- 2003 - I Must Not Chase the Boys med Play
- 2003 - Whole Again med Play
- 2003 - Every Little Step (Play Featuring Aaron Carter)
- 2004 - everGirl med Play
- 2009 - Let Go
- 2009 - Heartache On the Dancefloor
- 2013 - Heartstrings
- 2013 - New Colours
- 2014 - Hollow